# NGC 17
NGC 17, también conocida como NGC 34, es una galaxia espiral en la constelación Cetus. Es el resultado de una fusión entre dos galaxias de disco, lo que resulta en un reciente estallido de estrellas en las regiones centrales y una actividad continua de formación estelar. La galaxia todavía es rica en gases y tiene un solo núcleo galáctico. Se encuentra a 250 millones de años luz de distancia. Fue descubierto en 1886 por Frank Muller y luego fue observado nuevamente ese año por Lewis Swift.

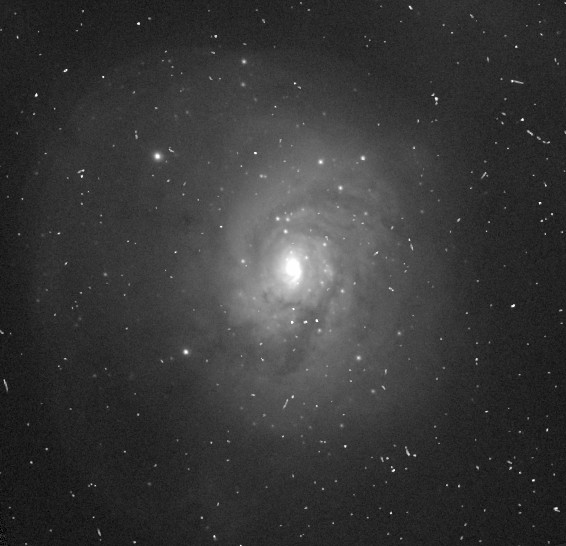
Las regiones centrales de NGC 17 tienen una estructura en espiral.

Debido al gran evento de fusión, NGC 17 no tiene brazos espirales definidos como la galaxia Vía Láctea. A diferencia de la Vía Láctea, el núcleo de la barra central también está distorsionado. La fusión destruyó cualquier zona galáctica habitable que pudiera haber estado allí antes de la fusión. Para la Vía Láctea, se cree comúnmente que la zona habitable galáctica es un anillo con un radio exterior de unos 10 kiloparsecs y un radio interior cercano al Centro Galáctico, los cuales carecen de límites duros.

## Número en el Nuevo Catálogo General
NGC 17 y NGC 34 fueron catalogados por Frank Muller y Lewis Swift, respectivamente, en 1886. Una diferencia de medio grado en el posicionamiento entre las observaciones de los dos hombres significó que cuando John Dreyer creó el Nuevo Catálogo General, los incluyó como objetos separados. En 1900 Herbert Howe notó la discrepancia; Dreyer incluyó la actualización en la segunda edición del NGC en 1910.